# Carel Steven Adama van Scheltema
Carel Steven Adama van Scheltema (ur. 26 lutego 1877 w Amsterdamie, zm. 6 maja 1924 w Bergen ) – holenderski poeta i eseista.

## Życiorys
Jego rodzicami byli Frederik Adam van Scheltema oraz Hinne Lulofs. Jego dziadek C.S. Adama van Scheltema, był kaznodzieją i poetą . W 1896 rozpoczął studia medyczne na Uniwersytecie Amsterdamskim, które przerwał po dwóch latach. W 1898, pod wpływem pism Hermana Gortera i Henrietty Rolandy Holst, wstąpił do Sociaal-Democratische Arbeiderspartij, której nie był aktywnym członkiem (wątpił, czy idee socjalistyczne mogą mieć wpływ na artystów takich jak on, o czym wspominał jako redaktor studenckiego pisma Propria Cures ). Debiutował literacko w 1900 zbiorem wierszy pt.  Een weg van verzen. 24 października 1907 ożenił się z Anną Cathariną Kleefstrą . W latach 1917–1923 był redaktorem artystycznym czasopisma De Socialistische Gids.
Był autorem m.in. dwóch dramatów oraz szkiców z podróży, a także poczytnych za jego życia wierszy o charakterze politycznym, których popularność zawdzięcza prostocie języka. Pisał również liryki osobiste. Jego ostatni tomik wierszy pt. De keerende kudde ukazał się w 1920. W 1934 opublikowano zbiór jego poezji pt. Verzamelde gedichten (pol. Wiersze zebrane), którego wznowienie ukazało się w 1962.

## Wybrane dzieła
Opublikowano na podstawie materiału źródłowego:
- 1907: De grondslagen eener nieuwe poezie (pol. Postawy nowej poezji);
- 1922: Kunstenaar en samenleving (pol. Artysta a społeczeństwo);
- 1925: Gevleugelde spreuken (pol. Złote myśli).